# Sebastian 23

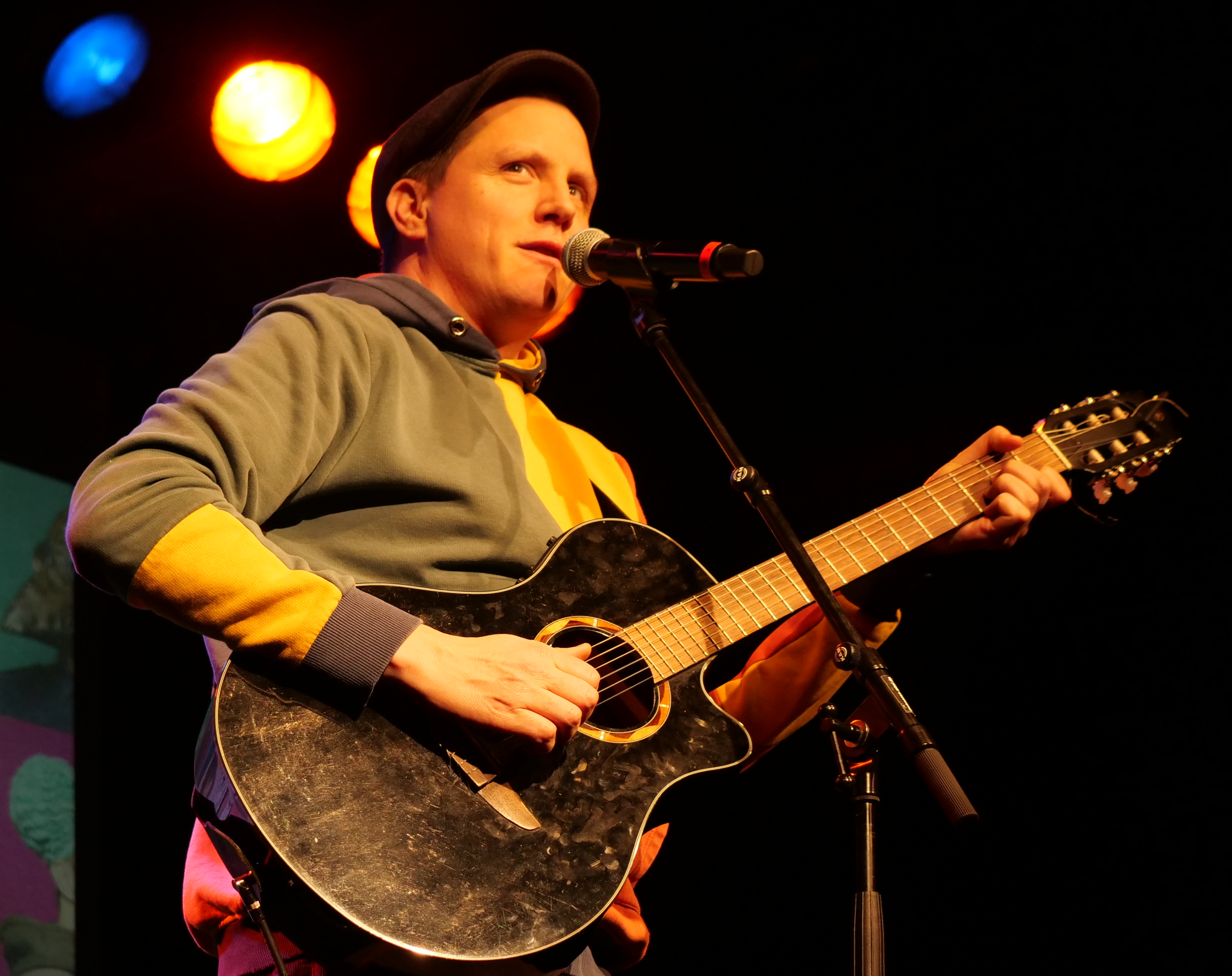
Sebastian 23 beim Auftritt in der Börse am 27. Januar 2023.

Sebastian 23, bürgerlich Sebastian Rabsahl (* 23. März 1979 in Duisburg), ist ein deutscher Slampoet, Buchautor und Comedian.

## Leben und Schaffen

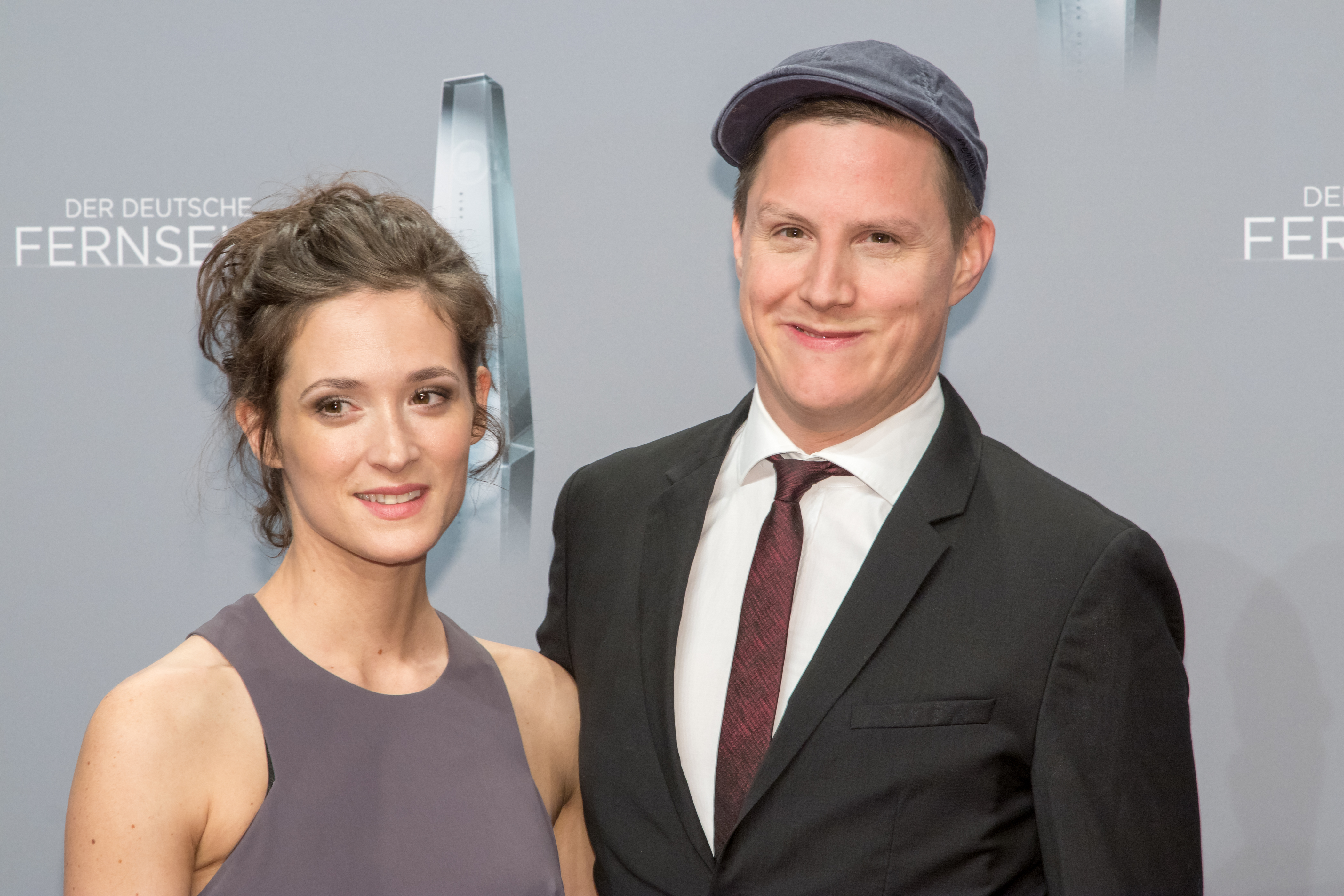
Sebastian Rabsahl (rechts) und Friederike Becht beim Deutschen Fernsehpreis 2018

Rabsahl studierte Philosophie (Magister) in Freiburg. Im Jahr 2000 begann er, auf Poetry-Slam-Bühnen in Deutschland, Österreich und der Schweiz aufzutreten, bevor er 2008 bei den deutschsprachigen Poetry-Slam-Meisterschaften in Zürich den Meistertitel im Einzelwettbewerb gewann. Rabsahl war auf Comedy- und Kabarett-Bühnen, in Mixed-Shows und in Fernsehsendungen wie TV total, dem WDR Poetry Slam oder der NDR Talkshow zu sehen. Er moderiert Poetry-Slams in Bochum, Oberhausen, Dortmund und Herne, außerdem war er Mitglied der literarisch-performativen „Boygroup“ Smaat, zu der auch Gabriel Vetter, Felix Römer, Lars Ruppel gehörten. Letztere wurde am 28. Januar 2011 in Gießen aufgelöst. Er gründete mit Misha Verollet, Sulaiman Masomi und Andy Strauß die Lesebühne „LMBN“, die im Dortmunder Fritz-Henßler-Haus stattfindet. In Bochum veranstaltete er 2016 die nordrhein-westfälischen Slam-Meisterschaften („NRW Slam“), dort führt er auch gemeinsam mit Theresa Hahl, Jason Bartsch und Jan Philipp Zymny die monatliche Lesebühne Unendlich viele Affen durch.
Rabsahl ist mit der Schauspielerin Friederike Becht verheiratet und Vater von zwei Kindern.

## Programme

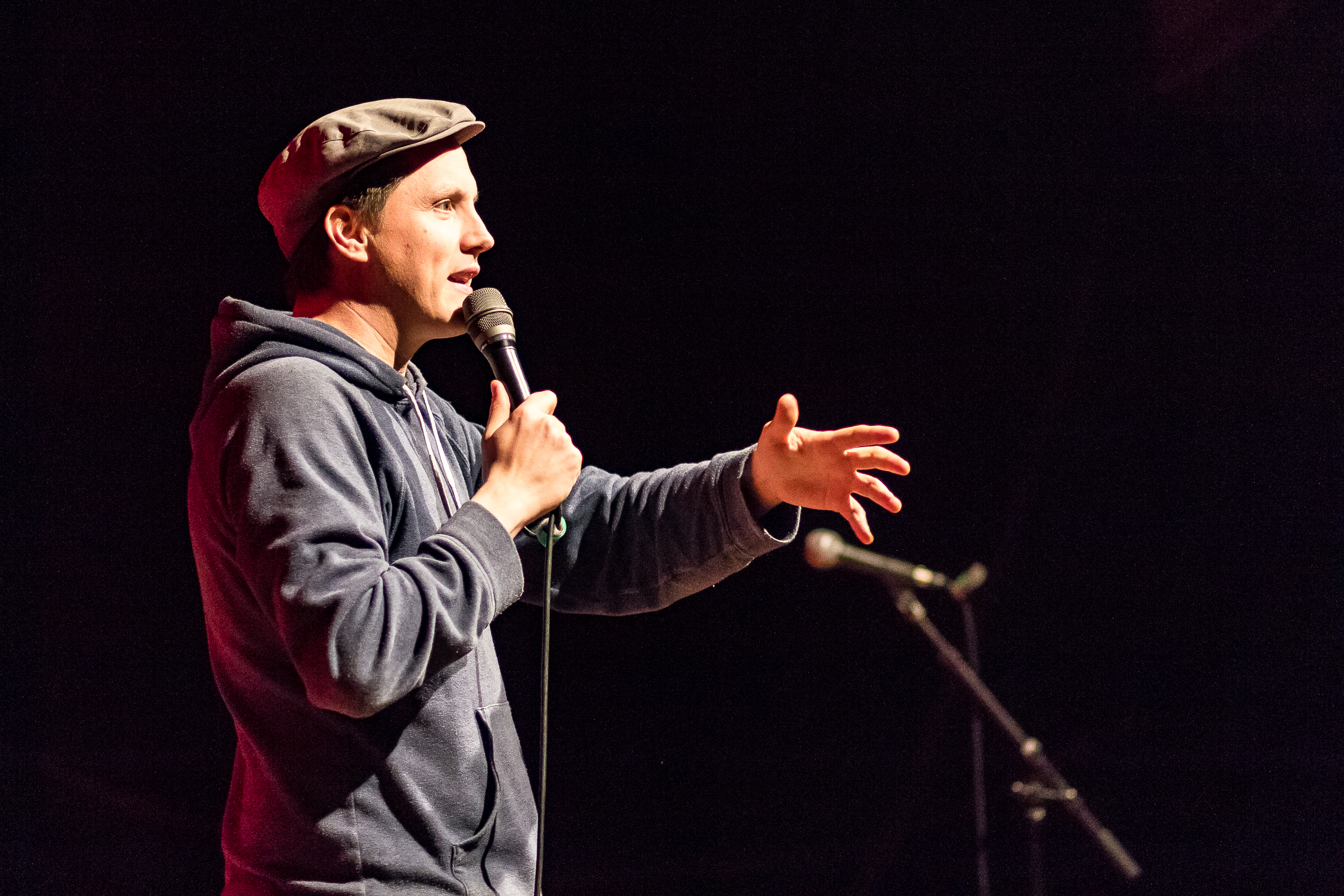
Sebastian 23 beim Poetry Slam in Kiel, 2016.

- Sebastian 23 beim Poetry Slam in Kiel, 2016.2007: Wo wohnt die Zärtlichkeit? (mit Smaat)
- 2008: Gude Laune hier!
- 2011: Dem Schicksal ein Schnittchen schmieren
- 2016: Hinfallen ist wie anlehnen, nur später
- 2018: Endlich erfolglos
- 2023: Maskenball

## Veröffentlichungen

### CDs
- Gefühlsmoped. Sprechstation 2007
- Back for Food (mit Smaat). Sprechstation 2007
- Ein Lied und Elf Lieder. Spokenword Berlin 2009
- Gude Laune hier!. WortArt 2010
- Dem Schicksal ein Schnittchen schmieren. WortArt 2013

### Bücher
- Ein Kopf verpflichtet uns zu nichts. Lektora, Paderborn 2008, ISBN 978-3-938470-20-6.
- Denke Schön (mit Artur Fast). Lektora, Paderborn 2010, ISBN 978-3-938470-58-9.
- Schwerkraft und Leichtsinn: Texte für oben und unten. WortArt, Köln 2011, ISBN 978-3-8419-0109-5.
- Das Schiff auf dem Berg: eine Erzählung in zwölf Happen. Lektora, Paderborn 2013, ISBN 978-3-938470-96-1.
- Theorie und Taxis: Auswege aus der Philosophie. Carlsen, Hamburg 2014, ISBN 978-3-551-68133-1.
- Hinfallen ist wie Anlehnen, nur später. Lektora, Paderborn 2016, ISBN 978-3-95461-081-5. [5]
- Die Sonnenseite des Schneemanns. Lektora, Paderborn 2017, ISBN 978-3-95461-101-0.
- Endlich Erfolglos! Benevento, Salzburg/München 2018, ISBN 978-3-7109-0052-5.
- Stehenbleiben für Fortgeschrittene. Lektora, 2019, ISBN 978-3-95461-147-8.
- Cogito, ergo dumm: Eine Geschichte der Dummheit. Benevento, Salzburg/München 2020, ISBN 978-3-7109-0103-4.
- Bäume sind Büsche auf Balken: Das Beste aus 23 Jahren. Lektora, Paderborn 2023, ISBN 978-3-95461-241-3.
- Alles wird gut - Die Welt retten in 5712 einfachen Schritten. Bene!, 2024, ISBN 978-3-96340-289-0, S. 176.

als Herausgeber
- Fix & Feddich: Texte aus dem Ruhrgebiet. Lektora, Paderborn 2019, ISBN 978-3-95461-146-1.

### Sonstiges
- Dichter und Kämpfer (Kinofilm). MFA Filmverleih 2012
- Vorwort zu Poetry Slam Freiburg. Das Buch. Hrsg. Cäcilia Bosch & Ansgar Hufnagel. Dichterwettstreit deluxe, Villingen-Schwenningen/Freiburg 2021,
- Textbeitrag in Coole Stimmen für einen heißen Planeten. Dichterwettstreit deluxe, Villingen-Schwenningen 2024, ISBN 978-3-98809-023-2.

## Auszeichnungen
- 2006: Bochumer Kleinkunstpreis
- 2007: Gewinner der deutschsprachigen Poetry-Slam-Meisterschaften (Team, mit Smaat)
- 2008: St. Ingberter Pfanne
- 2008: Vizeweltmeister der Slam-Weltmeisterschaften in Paris
- 2008: Gewinner der deutschsprachigen Poetry-Slam-Meisterschaften (Einzel)
- 2010: Prix Pantheon Jurypreis Frühreif & Verdorben
- 2024: Deutscher Kabarettpreis Sonderpreis